# Xã Hopper, Quận Aurora, South Dakota
Xã Hopper (tiếng Anh: Hopper Township) là một xã thuộc quận Aurora, tiểu bang Nam Dakota, Hoa Kỳ. Năm 2010, dân số của xã này là 82 người.